# 프란츠 콘라트 폰 회첸도르프 백작
프란츠 콘라트 폰 회첸도르프 백작(독일어: Franz Graf Conrad von Hötzendorf) 백작은 오스트리아-헝가리 제국의 원수였다. 1906년부터 1911년, 1912년에서 1918년 사이에 참모총장으로 재임했다.